# The Travelling Cat Chronicles
Pour plus de détails, voir Fiche technique et Distribution.
The Travelling Cat Chronicles (旅猫リポート, Tabineko Ripoto) est un film japonais réalisé par Kōichirō Miki, sorti en 2018. Le film est adapté du best-seller éponyme de Hiro Arikawa, également en charge du scénario.

## Résumé
Solaire, calme et généreux, Satoru a apprivoisé une chatte de gouttière errante. Il l'a baptisée Nana. Depuis qu'il l'a recueillie, Satoru et Nana ne se sont jamais quittés.
Lorsque le jeune homme doit, bien malgré lui, faire ses adieux à sa petite compagne, la séparation est un crève-cœur pour l'un comme pour l'autre. Mais pas question de laisser sa protégée seule !
Débute alors un long périple à travers le Japon pour trouver une famille à Nana. Mais cette dernière, dotée d'un fort tempérament, ne semble pas décidée à lui faciliter la tâche... Et entend bien comprendre pourquoi Satoru doit renoncer à elle.

## Fiche technique
- Titre original : 旅猫リポート (Tabineko Ripoto?)
- Titre anglophone international : The Travelling Cat Chronicles
- Réalisation : Kōichirō Miki
- Scénario : Hiro Arikawa et Emiko Hiramatsu, d'après le roman éponyme de Hiro Arikawa
- Direction artistique : Koichi Kanekatsu
- Décors : Tatsuo Ozeki, Kuniyasu Ofuji
- Photographie : Takashi Komatsu
- Montage : Zensuke Hori
- Son : Masaya Kusakabe
- Musique : Kotringo
- Éclairages : Masahiro Kimura
- Production : Ryuta Inoue, Minori Tabuchi, Takeshi Utaka, Misato Kono, Masashi Osumi, Shigeaki Yoshida, Keisuke Tsushima, Hibiki Ito, Atsushi Sugai, Kei Kushiyama
- Société de production : Horipro
- Société de distribution : Shōchiku
- Pays d'origine : Japon
- Langue originale : japonais
- Genre : drame, road movie
- Durée : 118 minutes
- Date de sortie :
  -  Japon : 26 octobre 2018

## Distribution

### Protagonistes humains
- Sōta Fukushi : Satoru Miyawaki

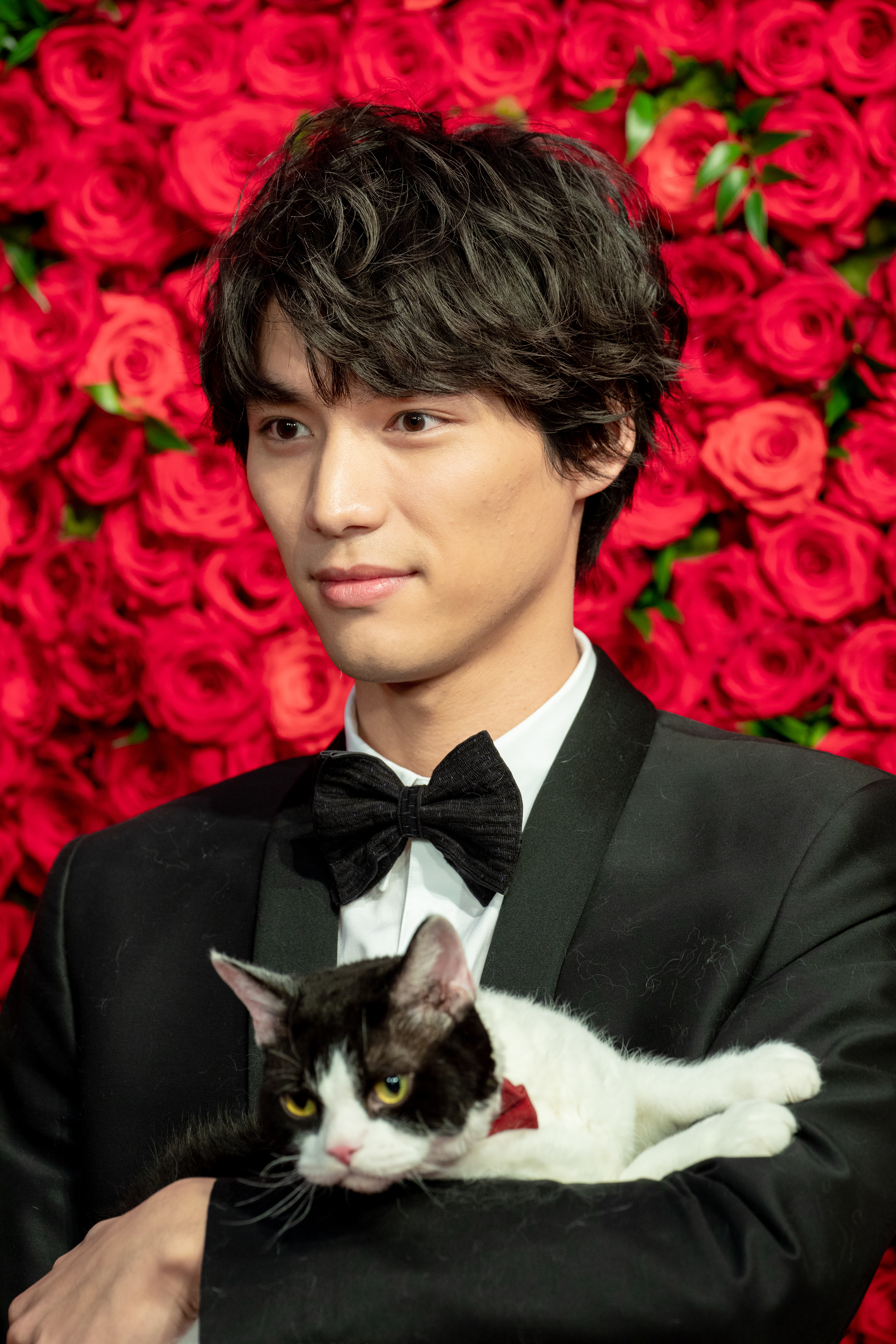
Sōta Fukushi et le chat Tom lors de la présentation du long métrage au Festival international du film de Tokyo, en 2018.

  - Shota Taguchi : Satoru Miyawaki enfant
- Yūko Takeuchi : Noriko
- Alice Hirose : Chikako
- Takurō Ōno : Shusuke Sugi
- Ryosuke Yamamoto : Kosuke Sawada
  - Keita Ninomiya : Kosuke Sawada enfant
- Tomoya Maeno : Daigo Yoshimine
- Yasuhi Nakamura : Igarashi
- Naho Toda : Kanzaki
- Jun Hashimoto : Kengo Miyawaki, le père de Satoru
- Tae Kimura : Kazuko Miyawaki, la mère de Satoru
- Sotaro Tanaka : Keisuke Sawada, le père de Kosuke
- Yuko Fueki : Hiroe Sawada, la mère de Kosuke
- Yūko Takeuchi : Noriko Kashima, tante de Satoru et sœur cadette de Kazuko Miyawaki

### Animaux
- Mitsuki Takahata : le chat Nana (voix)
- Tom : le chat Nana
- Miyuki Sawashiro : le chat Momo (voix)
- Tomoaki Maeno : le chien Toramaru (voix)

## Autour du film
Le 15 octobre 2018, la veille de la sortie nationale du film, le prince héritier Naruhito, la princesse héritière Masako (aujourd'hui empereur et impératrice) ainsi que leur fille aînée, la princesse Aiko, assistent à une projection caritative du long métrage. La séance se tient au Marunouchi Piccadilly, situé dans le quartier de Chiyoda à Tokyo. L'acteur principal Sōta Fukushi, le chat star Tom et le réalisateur Kōichirō Miki sont également présents lors de cette avant-première.